# Believe (Folder 5)
Believe è un brano musicale dal gruppo musicale giapponese Folder 5, pubblicato il 29 novembre 2000 come singolo. Il brano è stato utilizzato come seconda sigla di apertura per gli episodi dal 48 al 115 dell'anime One Piece, in sostituzione della precedente sigla We Are!. Il brano è stato incluso nell'album HYPER GROOVE 1 del gruppo.
Nel 2001, l'annuale sondaggio Anime Grand Prix, condotto dalla rivista di settore Animage ha rivelato che la quindicesima sigla di anime più amata dal pubblico giapponese era proprio Believe.
La sigla di testa è stata anche utilizzata nello special televisivo Avventura nell'ombelico dell'oceano.

## Tracce
CD singolo Lantis LACM-4362
1. Believe - 4:02
2. Liar - 3:48
3. Believe (Instrumental) - 4:02
4. Liar (Instrumental) - 3:48

Durata totale: 15 min  17 s

## Classifiche
| Classifica (2000) | Posizione massima |
| ----------------- | ----------------- |
| Giappone (Oricon) | 17                |